# ノーザンテリトリーの地方自治体

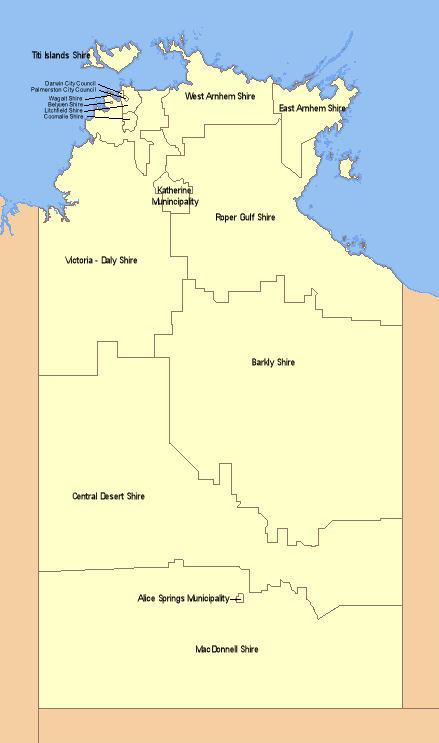
2008年7月に改編された新しい地方自治体

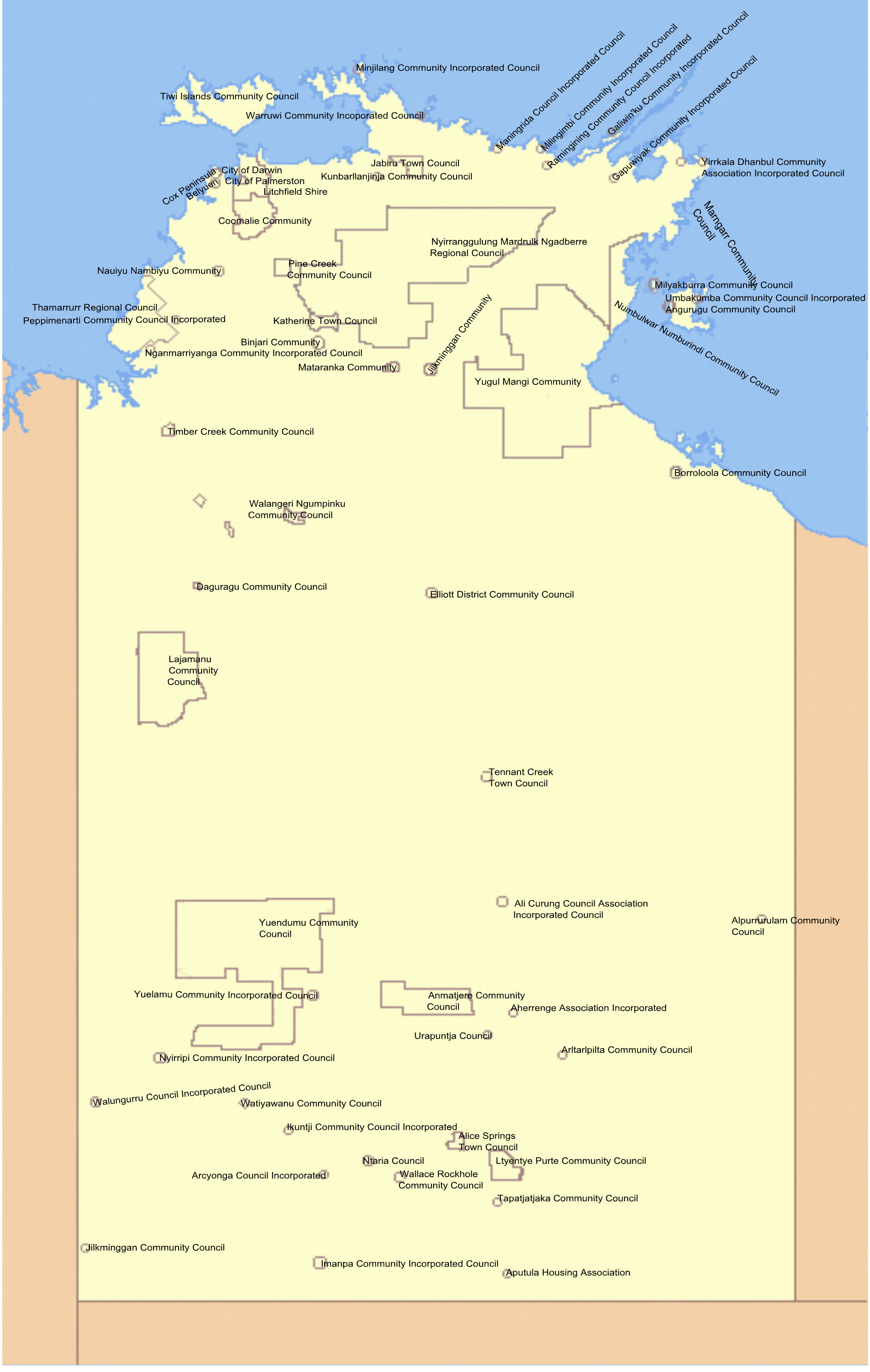
改編前の地方自治体

本項では、オーストリア北部の準州ノーザンテリトリーの地方自治体（Local Government）、およびその行政区画（Local Government Areas, LGA）について解説する。

## 概要
ノーザンテリトリーは複数の地方自治体（基礎自治体）によって運営されており、主として都市部をカバーする市および町（Municipality）、非都市部をカバーする郡（Shire）に分類される。また、これら地方自治体が存在しない未編入地域（Unincorporated Area）も存在する。
2008年7月の改編以前は地方自治体の数は61を数えたが、現在では統廃合により17の地方自治体（未編入地域は全体で1つとみなす）が存在する。

## 市および町
- ダーウィン (City of Darwin) - 準州首府。
- パーマストン (City of Palmerston)
- リッチフィールド (Litchfield Municipality)
- アリススプリングス (Alice Springs Town Council)
- キャサリン (Katherine Town Council)

## 郡
- ベリューエン郡 (Belyuen Shire)
- バークリー郡 (Barkly Shire)
- 中央砂漠郡 (Central Desert Shire)
- クーマリー郡 (Coomalie)
- 東アーネム郡 (East Arnhem Shire)
- ローパー郡 (Roper Shire)
- マクドネル郡 (MacDonnell Shire)
- ティウィ諸島地方政府 (Tiwi Islands Local Government)
- ヴィクトリアリヴァー・デイリー郡 (Victoria River-Daly Shire)
- 西アーネム郡 (West Arnhem Shire)
- ワガイト郡 (Wagait Shire)

## 未編入地域
- ヌランベイ地域 (Nhulunbuy)
ノーザンテリトリーの北東端、ゴヴ半島の先端に位置する人口5000人程度の町。未編入地域ながら、ノーザンテリトリー内ではかなりの規模の町である。
- アリャングラ地域 (Alyangula)
準州の東部に位置するグルートアイランド島北西端の、鉱山会社の保有する町。
- トップエンド未編入地域 (Unincorporated Top End Region)
準州最北部のトップエンドに位置し、ダーウィンを中心とした都市圏を取り囲むように存在する、19263.22 km²に及ぶ広大な面積を有する未編入地域。
- イースト・アーム地域 (Darwin Rates Act Area)
ダーウィン市街地より南東に位置する。
- ユーララ (Yulara)
準州南部にある唯一の未編入地域で、世界的に有名な観光地であるウルルに最も近い集落。